# Brunel Fucien
Brunel Fucien (* 26. August 1984 in L’Estère) ist ein haitianischer Fußballspieler, der für Aigle Noir in Port-au-Prince und für die Haitianische Fußballnationalmannschaft spielte.

## Karriere
Brunel spielte von 2002 bis 2003 bei Aigle Noir. 2005 ging er für ein Jahr zum chilenischen Verein CD Cobreloa, doch nach nur einem Jahr verließ er diesen wieder und kehrte nach Port-au-Prince zu Aigle Noir zurück.
Mit der haitianischen Nationalmannschaft konnte Brunel 2007 die Fußball-Karibikmeisterschaft im Finale gegen Trinidad und Tobago gewinnen. Dabei erzielte er in der 52. Minute das vorentscheidende 2:0 für Haiti. Bei der Qualifikation zur Fußball-Weltmeisterschaft 2010 spielte er bisher zweimal gegen die Niederländischen Antillen.

## Erfolge
- Fußball-Karibikmeisterschaft:
  - 2007